# Compsosuchus
Compsosuchus ("pěkný krokodýl") byl rod masožravého dinosaura (teropoda) z nadčeledi Abelisauroidea. Žil v období pozdní svrchní křídy, přibližně před 69 milióny let, na území dnešní Indie.

## Objev a popis
Byl popsán paleontology Ch. A. Matleyem a F. von Huenem v roce 1933. Jediným dosud známým druhem je C. solus. Nalezeny byly jen krční obratle tohoto asi 2 metry dlouhého dravce. Přesnější rozměry však nelze určit. Tento nepříliš dobře známý teropod je obvykle označován jako nomen dubium, může být totožný s rodem Indosaurus.
Fosilie tohoto a dalších dinosaurů ze stejného souvrství mohly být již před staletími nevědomky uctívány hinduisty v místních chrámech (například jako božstvo zvané Šarabha).